# Ахтерветерінг
Ахтерветерінг (нід. Achterwetering) — селище в нідерландській провінції Утрехт. Входить до муніципалітету Де-Білт.
Перша згадка про населений пункт датується 1696 роком. Наразі у ньому нараховується близько 30 будинків.